# Junki Kanayama
Junki Kanayama (金山 隼樹 Kanayama Junki?, Shimane, 12 de junio 1988) es un futbolista japonés que juega como guardameta en el Fagiano Okayama de la J1 League.

## Trayectoria

### Clubes
| Club                       | País  | Año       |
| -------------------------- | ----- | --------- |
| V-Varen Nagasaki           | Japón | 2011-2013 |
| Hokkaido Consadole Sapporo | Japón | 2014-2017 |
| Fagiano Okayama            | Japón | 2018-     |